# Takanami (tàu khu trục Nhật) (1942)

Takanami(tàu khu trục Nhật)

Takanami (tiếng Nhật: 高波) là một tàu khu trục thuộc lớp Yūgumo của Hải quân Đế quốc Nhật Bản, từng hoạt động trong Chiến tranh Thế giới thứ hai.
Takanami được đặt lườn tại Xưởng đóng tàu của hãng Uraga Dock Company vào ngày 29 tháng 5 năm 1941, được hạ thủy vào ngày 16 tháng 3 năm 1942 và được đưa ra hoạt động vào ngày 31 tháng 8 năm 1942.
Vào ngày 30 tháng 11 năm 1942, Takanami thực hiện một chuyến đi vận chuyển tiếp liệu đến Guadalcanal khi đội đặc nhiệm của nó đụng độ với một lực lượng Hải quân Hoa Kỳ trong Trận Tassafaronga. Takanami đã phóng ngư lôi nhắm vào các tàu tuần dương hạng nặng Minneapolis và New Orleans. Nó bị đánh chìm bởi hỏa lực hải pháo đối phương, chủ yếu là từ tàu tuần dương Minneapolis, cách nhiều dặm về phía Nam Tây Nam đảo Savo, ở tọa độ 9°14′N 159°49′Đ / 9,23°N 159,82°Đ, với 197 thành viên thủy thủ đoàn thiệt mạng.
Takanami được rút khỏi danh sách Đăng bạ Hải quân vào ngày 24 tháng 12 năm 1942.